# Gran Premio de Estados Unidos de Motociclismo de 2006
El Gran Premio de Estados Unidos de Motociclismo de 2006 (oficialmente Red Bull U.S. Grand Prix) fue la  undécima prueba del Campeonato del mundo de 2006. Tuvo lugar en el fin de semana del 21 al 23 de julio de 2006 en el circuito de Laguna Seca, situado en Monterey, estado de California, Estados Unidos.
Solo estaba programada La categoría de MotoGP, que fue ganada por Nicky Hayden, completaron el podio Dani Pedrosa y Marco Melandri.

## Resultados MotoGP
| Pos     | N.º. | Piloto             | Constructor | Vueltas | Tiempo    | Parrilla | Puntos |
| ------- | ---- | ------------------ | ----------- | ------- | --------- | -------- | ------ |
| 1       | 69   | Nicky Hayden       | Honda       | 32      | 45:04.867 | 6        | 25     |
| 2       | 26   | Dani Pedrosa       | Honda       | 32      | +3.186    | 4        | 20     |
| 3       | 33   | Marco Melandri     | Honda       | 32      | +10.929   | 9        | 16     |
| 4       | 10   | Kenny Roberts, Jr. | KR211V      | 32      | +11.941   | 3        | 13     |
| 5       | 71   | Chris Vermeulen    | Suzuki      | 32      | +27.439   | 1        | 11     |
| 6       | 21   | John Hopkins       | Suzuki      | 32      | +38.820   | 5        | 10     |
| 7       | 7    | Carlos Checa       | Yamaha      | 32      | +44.825   | 11       | 9      |
| 8       | 65   | Loris Capirossi    | Ducati      | 32      | +48.526   | 13       | 8      |
| 9       | 5    | Colin Edwards      | Yamaha      | 32      | +53.228   | 2        | 7      |
| 10      | 15   | Sete Gibernau      | Ducati      | 32      | +1:06.279 | 16       | 6      |
| 11      | 6    | Makoto Tamada      | Honda       | 32      | +1:11.941 | 14       | 5      |
| 12      | 17   | Randy de Puniet    | Kawasaki    | 32      | +1:14.407 | 15       | 4      |
| 13      | 77   | James Ellison      | Yamaha      | 32      | +1:19.283 | 18       | 3      |
| 14      | 66   | Alex Hofmann       | Ducati      | 32      | +1:41.277 | 17       | 2      |
| 15      | 24   | Toni Elías         | Honda       | 31      | +1 vuelta | 12       | 1      |
| 16      | 30   | José Luis Cardoso  | Ducati      | 31      | +1 vuelta | 19       |        |
| Ret     | 46   | Valentino Rossi    | Yamaha      | 30      | Retirado  | 10       |        |
| Ret     | 56   | Shinya Nakano      | Kawasaki    | 15      | Retirado  | 8        |        |
| Ret     | 27   | Casey Stoner       | Honda       | 14      | Caída     | 7        |        |
| Fuente: |      |                    |             |         |           |          |        |